# Rivière Blanche (rivière Bécancour)
Pour les articles homonymes, voir Rivière Blanche et Blanche.
La rivière Blanche (jadis désignée rivière Saint-Wenceslas) est un cours d'eau qui coule dans la municipalité de Bécancour, dans la municipalité régionale de comté (MRC) de Bécancour, dans la région administrative du Centre-du-Québec, dans la province de Québec, au Canada.

## Géographie
La rivière Blanche coule vers le nord surtout en territoire agricole (ou forestier, par endroits) sur la rive sud du fleuve Saint-Laurent. 
Une zone marécageuse (2,3 km par 1,7 km) chevauchant la limite des municipalités de Sainte-Eulalie (Québec) et de Daveluyville (secteur Defoy) constitue la tête des eaux de cette rivière. Cette zone est située dans le rang des Épinettes ; elle est drainée par le ruisseau Paquin (au nord), par le ruisseau Vigneault (au sud) et le ruisseau Béland (à l'est). Cette zone est située au nord-est de Saint-Samuel-de-Horton, au sud-ouest de Daveluyville, à l'est de Sainte-Eulalie et au sud de l'autoroute 20.
Parcours de la rivière Blanche à partir de la tête (segment de 14,1 km)
À partir du croisement du ruisseau Paquin et d'un autre petit ruisseau, la rivière Blanche coule en traversant les territoires agricoles sur :
- 0,75 km vers le nord, jusqu'à l'autoroute 20 ;
- 0,9 km vers le nord-est, dans Sainte-Eulalie (Québec), jusqu'à la rue des Ormes ;
- 2,5 km vers l'ouest, dans le 3e rang, jusqu'à la route des Pins ;
- 3,3 km vers l'ouest, dans le 3e et 11e rang de Aston-Jonction, jusqu'à la route du 11e rang ;
- 2,75 km vers le sud-ouest, dans le rang des Sapins et le 11e rang ;
- 3,9 km vers le nord-ouest, dans le 10e rang, en traversant le chemin de fer et la route du 9e rang, puis en longeant la rue Principale, jusqu'à 400 m à l'est du croisement des routes au village de Saint-Wenceslas.

Parcours de la rivière en aval du village de Saint-Wenceslas (segment de 17,9 km)
À partir du village de Saint-Wenceslas, la rivière poursuit son cours surtout en zone agricole sur :
- 2,7 km vers le sud-ouest, en traversant la rue Principale et descendant jusqu'à l'autoroute 55, dans Saint-Wenceslas ;
- 1,3 km vers le sud-ouest, jusqu'à l'embouchure du ruisseau Fourchu ;
- 0,4 km vers le sud jusqu'à l'embouchure du ruisseau Bruneau ;
- 0,3 km vers l'ouest, jusqu'à la route du 8e rang, toujours dans Saint-Wenceslas ;
- 4,0 km vers l'ouest en traversant une zone boisée, jusqu'au ruisseau Hélie, en passant dans les rangs VII et VI de Saint-Léonard-d'Aston ;
- 1,5 km vers l'ouest, jusqu'au ruisseau Joanny, dans le rang VI de Saint-Léonard-d'Aston ;
- 2,0 km vers le nord, jusqu'à la route Saint-Joseph, dans Saint-Célestin ;
- 1,4 km vers le nord, jusqu'au ruisseau Bédard ;
- 0,9 km vers le nord, jusqu'au ruisseau Ludger-Carignan ;
- 3,2 km vers le nord, jusqu'à l'Autoroute 55 (dite "autoroute de l'Énergie"), dans Saint-Célestin ;
- 200 m vers l'est, jusqu'au pont couvert Étienne-Poirier, soit le chemin du rang Pellerin.

Parcours de la rivière en aval du pont couvert (segment de 19,1 km)
À partir du pont couvert Étienne-Poirier, la rivière Blanche poursuit son parcours surtout en zone agricole sur :
- 1,8 km vers le nord, jusqu'au cours d'eau Vouligny, dans Saint-Célestin ;
- 2,2 km vers le nord-ouest, jusqu'au ruisseau Moïse Poirier ;
- 0,8 km vers le nord, jusqu'à la "décharge des Dix" qui draine le sud-est du village de Saint-Célestin ;
- 0,6 km vers le nord, jusqu'au ruisseau Gilbert qui draine le nord du village de Saint-Célestin ;
- 3,2 km vers le nord, en traversant la route 161 km, jusqu'au ruisseau Antoine-Hébert ;
- 1,0 km vers le nord, jusqu'au ruisseau Jacques-Leblanc ;
- 3,6 km vers le nord, puis le nord-ouest, jusqu'au pont de la route de la Seine et le ruisseau des Castors ;
- 3,7 km vers le nord, puis le nord-est en zone forestière, jusqu'au pont de la route du Fraser ;
- 2,0 km vers le nord-est jusqu'au pont du boul. Danube, qui longe la rive sud de la rivière Bécancour ;
- 230 m vers le nord-est jusqu'à l'embouchure où les eaux se déversent dans la rivière Bécancour dans le secteur de Précieux-Sang de la ville de Bécancour.

Les bassins versants voisins de la rivière Blanche sont :
- au nord-est : la rivière Bécancour ;
- au sud-ouest : la rivière Nicolet ;
- à l'est : la rivière du Portage qui est un affluent de la rivière Bécancour.

## Toponymie
Jadis, cette rivière était désignée rivière Saint-Wenceslas ou rivière Wenceslas.
Le toponyme "rivière Blanche" a été officialisé le 27 novembre 1979 à la Banque des noms de lieux de la Commission de toponymie du Québec.